# Tanacetipathes squamosa
Tanacetipathes squamosa is een Antipathariasoort uit de familie van de Myriopathidae. De wetenschappelijke naam van de soort is voor het eerst geldig gepubliceerd in 1886 door Koch.